# Dion Smith
Dion Smith (ur. 3 marca 1993 w miejscowości Taupaki) – nowozelandzki kolarz szosowy.

## Osiągnięcia
Opracowano na podstawie:

2011
- 2. miejsce w Tour de l’Abitibi

2014
- 3. miejsce w mistrzostwach Nowej Zelandii U23 (jazda indywidualna na czas)
- 2. miejsce w mistrzostwach Nowej Zelandii U23 (start wspólny)
- 3. miejsce w Philadelphia International Cycling Classic

2015
- 3. miejsce w New Zealand Cycle Classic
- 1. miejsce w klasyfikacji młodzieżowej Joe Martin Stage Race
- 3. miejsce w Tour de Beauce
  - 1. miejsce w klasyfikacji młodzieżowej
  - 1. miejsce w klasyfikacji punktowej

2016
- 2. miejsce w mistrzostwach Nowej Zelandii (start wspólny)
- 1. miejsce w REV Classic
- 1. miejsce w Beaumont Trophy
- 1. miejsce na 1. etapie Ronde van Midden Nederland (jazda drużynowa na czas)

2017
- 3. miejsce w mistrzostwach Nowej Zelandii (start wspólny)

2018
- 3. miejsce w Baloise Belgium Tour
- 2. miejsce w Paryż-Chauny

2019
- 3. miejsce w Japan Cup

2020
- 1. miejsce w Coppa Sabatini

2022
- 2. miejsce w Per sempre Alfredo
- 2. miejsce w Prueba Villafranca-Ordiziako Klasika

## Rankingi
| Rok              | 2013 | 2014 | 2015 | 2016 | 2017  | 2018 | 2019 | 2020 | 2021 | 2022 | 2023 | 2024 |
| ---------------- | ---- | ---- | ---- | ---- | ----- | ---- | ---- | ---- | ---- | ---- | ---- | ---- |
| World Ranking    |      |      |      | 108. | 755.  | 239. | 327. | 83.  | 630. | 332. | 509. | 764. |
| UCI Europe Tour  | -    | 865. | -    | 43.  | 1241. | 153. |      |      |      |      |      |      |
| UCI Asia Tour    | -    | -    | -    | 450. | -     | -    |      |      |      |      |      |      |
| UCI America Tour | 133. | 63.  | 15.  | -    | -     | -    |      |      |      |      |      |      |
| UCI Oceania Tour | -    | 53.  | 15.  | 5.   | 25.   | 115. | 16.  | 7.   | 30.  | 24.  | 35.  | -    |
|                  |      |      |      |      |       |      |      |      |      |      |      |      |
| Źródło: UCI      |      |      |      |      |       |      |      |      |      |      |      |      |